# Дергачов Олександр Вікторович
Олександр Вікторович Дергачов (рос. Александр Викторович Дергачёв; 27 вересня 1996, м. Лангепас, Росія) — російський хокеїст, центральний нападник. Виступає за СКА-1946 (Санкт-Петербург) у Молоджній хокейній лізі.
Вихованець хокейної школи «Нафтовик» (Альметьєвськ). Виступав за «Супутник» (Альметьєвськ), СКА-1946 (Санкт-Петербург).
У складі молодіжної збірної Росії учасник чемпіонату світу 2015. У складі юніорської збірної Росії учасник чемпіонату світу 2014.
Досягнення
- Срібний призер молодіжного чемпіонату світу (2015)